# Гемин Касвентский
Гемин Касвентский — святой отшельник из Сполето. День памяти — 9 октября.
По преданию святой Гемин родился в Сирии во второй половине VIII века в семье язычников Милисиена и Беллиады (Milisieno e Belliade). Он был христианином и, как и его отец, занимался производством оружия. Святой Гемин ещё в Сирии решил посвятить себя отшельнической жизни, отказавшись от безопасной карьеры. Как и другие паломники-отшельники того времени, он путешествовал по разным местам, пока окончательно не перебрался в Италию. Высадившись на побережье Марке, он некоторое время жил в районе Фано в монастыре святого Патерниана. Затем он перешёл внутрь области, достигнув Сполето, и, наконец, прибыл в Умбрию и стал жить в Касвентуме (лат.:Casventum), что в провинции Терни. Здесь он вел отшельническую и полную покаяния жизнь, вызвав большое восхищение людей, которые стекались к нему за духовными советами.
Затем этот город был разрушен нападением сарацинов. Когда он был восстановлен, он изменил свое название на Сан-Джемини, в честь святого отшельника, который затем был признан его покровителем. Сейчас этот город известен своими источниками минеральной воды.
В последние годы своей жизни святой Гемин ушёл в монастырь. Он умер в Ференто, этрусском городке в провинции Витербо, 9 октября 915 года.
Святой Гемин почитаем не только в Сан-Джемини, но и в Нарни и Витербо, где хранятся частицы его мощей.